# Helmut Hubacher
Helmut Hubacher, né le 15 avril 1926 à Krauchthal (canton de Berne) et mort le 19 août 2020 à Porrentruy (canton du Jura), est un homme politique suisse membre du parti socialiste.

## Biographie
Après un apprentissage aux CFF, Helmut Hubacher devient en 1953 secrétaire syndical du Syndicat des services publics et en 1963 rédacteur en chef de la Basler Abend Zeitung. De 1956 à 1968, il est membre du Grand Conseil de Bâle-Ville et de 1963 à 1997, il siège au Conseil national. Entre 1975 et 1990, il préside le Parti socialiste suisse. 
Il est l'auteur de plusieurs livres jetant un regard critique sur le paysage politique suisse.